# ناو مایا
ناو مایا (به انگلیسی: Japanese cruiser Maya) یک زیردریایی بود که طول آن ۲۰۳٫۷۶ متر (۶۶۸٫۵ فوت) بود. این زیردریایی در سال ۱۹۳۰ ساخته شد.